# Kulinda
Kulinda (ros. Кулинда) – wieś w Rosji, w Kraju Zabajkalskim, w rejonie ołowiannińskim. W 2010 liczyła 212 mieszkańców.